# バンド (音楽)

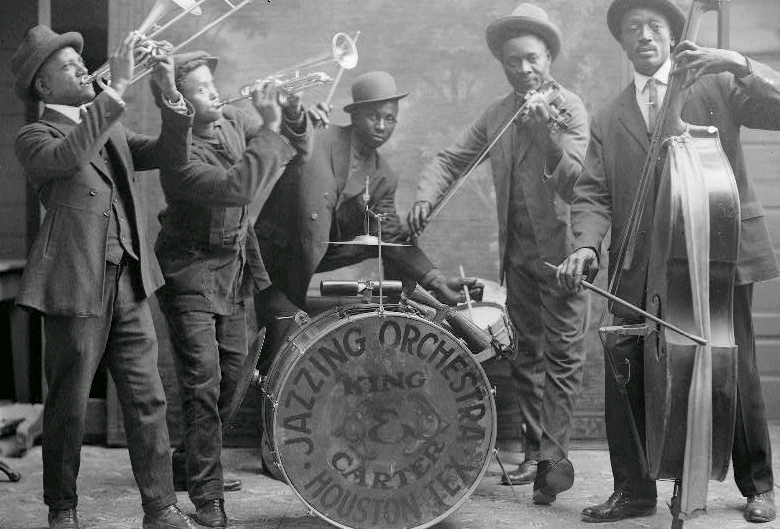
キング＆カーター・ジャズ・オーケストラ、1921年1月テキサス州ヒューストンで撮影

バンド（英: band）または楽団（がくだん）、楽隊（がくたい）とは、楽曲を演奏する集団のこと。

## 概要
単に「バンド」と言った場合は、ジャズやロックなどポピュラー音楽を指すことが多いが、広義にはジャンルを問わない。ただし、オーケストラはバンドと区別されることが多い。差異は、電子楽器やエレキギター、ドラムセットを使用しているか否かであると見られることが多い。
訳語として楽団（がくだん）がある。ただし楽団と呼称した場合はオーケストラ（管弦楽団）も含まれ、特に管弦楽団や吹奏楽団を指すことが多い。大体は電子楽器やギター、ドラムセットはパートに加わっていないが、定期演奏等で加わることもある。
通常、大半が楽器演奏者からなる集団を指すが、ごく希に、ボーカルグループに対し使うこともある。楽器演奏者に限定せず使える語に、ユニット、グループがある。
なお、英語の“band”は音楽バンドのみならず、一まとまりの集団をも意味する（「バンド・オブ・ブラザース」など）。

## 種類

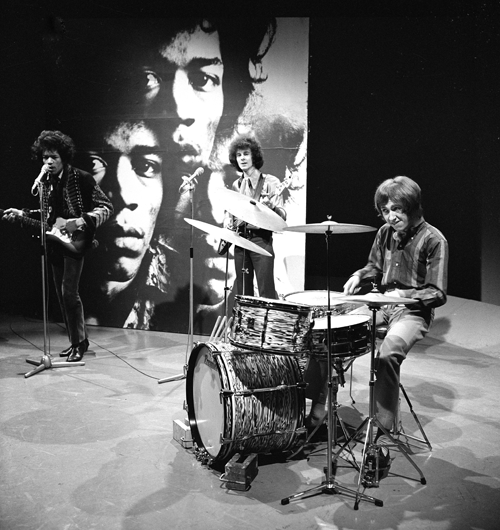
ギター・トリオの代表的バンドであるジミ・ヘンドリックス・エクスペリエンス。ギタリスト（ジミ・ヘンドリックス）、ベーシスト（ノエル・レディング）、ドラマー（ミッチ・ミッチェル）の3人編成。

### ジャンルによるもの

#### ロックバンド
主にロックを演奏することを目的としたバンド。一般的には3人から5人、あるいはそれ以上のメンバーで編成されており（2人のこともある）、楽器の編成も多岐に亘るが、概ね以下に分類される。専任ボーカル不在の場合は、メンバーの誰か、あるいは何人かがボーカルを兼任する場合が多い。

##### 3人編成
ギター・トリオ
ギタリスト+ベーシスト+ドラマーの構成。
ロックバンドの基本とされる編成。スリーピースと呼称される場合もある。
- クリーム / ジミ・ヘンドリックス・エクスペリエンス / GREAT3 / ポリス / ニルヴァーナ / ラッシュ/グリーンデイ

キーボード・トリオ
キーボーディスト+ベーシスト+ドラマーの構成。
ギターでなくキーボードを入れるスリーピース。当然ながら、ギターのロックバンドではなくなる。
- エマーソン・レイク・アンド・パーマー / ベン・フォールズ・ファイヴ / UK

##### 4人編成
ギター・トリオ+ボーカル
スリーピースとボーカルを個別に揃える4人タイプ。担当するパートを個別で専任にすることができる、ロックバンドのもう一つの基本的なタイプ。
- ヴァン・ヘイレン / ザ・フー / レッド・ツェッペリン / ザ・スミス / ストーン・ローゼズ / レッド・ホット・チリ・ペッパーズ / ブラー

ギター・トリオ+ギター
ギターを2本入れるタイプ。スリーピースに比べ、ボーカルが派手にステージングしにくくなる代わりに、2本のギターで音に厚みが生まれる。

- ザ・ビートルズ / ザ・ベンチャーズ / ザ・クラッシュ / ピクシーズ / マイ・ブラッディ・ヴァレンタイン

ギター・トリオ+キーボード
キーボードを入れるタイプ。同様にスリーピースよりも音が厚い。
- エイジア / クイーン / ピンク・フロイド / UK

##### 5人編成
ギター・トリオ+ボーカル+ギター
ギターは2本で、かつボーカルを専任とする5人編成。パートが多く、ボーカルも専任であるため、人数が多いが演奏自体は比較的楽となる。
- ヤードバーズ / ローリング・ストーンズ/ エアロスミス/ AC/DC / ジューダス・プリースト / ガンズ・アンド・ローゼズ / ストロークス

ギター・トリオ+ボーカル+キーボード
ギター・トリオに、さらに専任ボーカルとキーボードを揃える。全員が別のパートを担当し、かつ専任なので、音の自由度が高い。
- アニマルズ / イエス / ジェネシス / プリンセス プリンセス / ディープ・パープル / ジャーニー

ギター・トリオ+ギター+ギター
ギターを3人とするタイプ。この形式では、額面通りギター3人が全てギターを担当するバンドは少なく、たいていの場合「ギターなどのマルチプレイヤー」が、内1人は入る。
- イーグルス / ボストン / レディオヘッド

ギター・トリオ+ピアノ+シンセサイザー
ギター・トリオにピアノとシンセサイザーが入る。
- NHKのど自慢（1970年（昭和45年）に視聴率の梃子入れのため導入）

##### 変則的なもの
ギターなどのマルチプレイヤー+ドラム
2人組のユニットで、ビート感の強い音を鳴らせるロックバンドとしての最少編成。最も簡素な編成でありながら、比較的新しいバンドでこの編成をとるバンドが多い。
- ホワイト・ストライプス / ザ・ティンティンズ

ギター・トリオ+キーボード+パーカッション（トランペット）、ギター
5人編成。楽曲に応じて変則的である。また、7人編成以降はボーカルと兼任している。旧編成は以下の通り。
6人編成：ギター・トリオ+ギター+キーボード+パーカッション（トランペット）
7人編成：ギター・トリオ+ギター+ギター（ブルースハープ）+キーボード+パーカッション（トランペット）
8人編成：ギター・トリオ+ギター+ボーカル+ボーカル+ボーカル+ボーカル
- SUPER EIGHT

ギター・トリオ+ギター+ギターなど+ボーカル
6人編成。これを超える人数の形式はロックバンドではほとんどない。
- アイアン・メイデン / プライマル・スクリーム（ライブのみで行う）

ギター・トリオ+ギター+ドラム（パーカッション）+キーボードなど
6人編成でドラマーを2人とするタイプ。2人のドラミングで音圧が増しパフォーマンス性も高いが、ドラム同士のコンビネーションが強く求められる。
- オールマン・ブラザーズ・バンド / レイナード・スキナード / ドゥービー・ブラザーズ

ギター・トリオ+サックス+ボーカル+サイドボーカル+サイドボーカル
非常に珍しい7人編成。日本ではチェッカーズが初。解散以降はJAYWALKまで現れなかった。
- チェッカーズ

ギター・トリオ+ギター+ドラム+キーボード+ボーカル
7人編成。ドラム2組、ギター2本、加えて全てのパートが存在する非常に珍しい大人数。現在、JAYWALK以外は確認出来ていない。
- JAYWALK（2011年（平成23年）5月から）

#### ジャズバンド
主にジャズを演奏することを目的としたバンド。
ジャズコンボ
少人数の編成によるバンド。バンドの構造はロックバンドと共通する点が多いが、ブラス/ホーンが加わる例が多いため、編成の種類はロックよりも多岐に亘る。また、従来のジャズバンドは生楽器による編成が基本とされていたが、マイルス・デイヴィス以降は電気／電子楽器の導入も稀ではなくなった（ウェザー・リポート、チック・コリア、ハービー・ハンコックなど）。
ビッグバンド
大人数編成のバンド。
スウィング・ジャズバンド
スウィング・ジャズを主に演奏するためのバンド。

#### オーケストラ
管弦楽団、交響楽団とも呼称される。主にクラシック音楽及び非ポピュラー音楽の演奏を目的とした楽団。ただし「ボストン交響楽団」と「ボストン・ポップス・オーケストラ」の様な形で複数のジャンルを演奏する場合もある。ウィーン・フィルやベルリン・フィルなど、活動拠点を名称にしている場合が多い。
またオーケストラのための楽曲で、舞台上のオーケストラとはなれた場所に別動隊として小編成のアンサンブルが同時演奏することがあり、この小編成のことをイタリア語でバンダと呼ぶ。詳細はバンダ (オーケストラ)を参照。

#### ポピュラーオーケストラ
ポピュラーバンド、ポップスオーケストラとも呼称される。主にポピュラー音楽の演奏を目的とした楽団であり、指揮者自身がリーダーである場合が多い。
- 著名なリーダーの例
  - ビリー・ヴォーン / ポール・モーリア / マントヴァーニ / レイモン・ルフェーブル

#### 吹奏楽団
- コンサート・バンド
- シンフォニック・バンド
- ブラスバンド
  - 英国式ブラスバンド
- ファンファーレ・バンド
- ミリタリーバンド（軍楽隊）
- スクールバンド
- マーチングバンド
- ジャグ・バンド

### 人数によるもの
- 二重奏団（デュオ、2ピースバンド）
- 三重奏団（トリオ、3ピースバンド）
- 四重奏団（カルテット、4ピースバンド）
- 五重奏団（クインテット、5ピースバンド）
- 六重奏団（セクステット、6ピースバンド）
- 七重奏団（セプテット、7ピースバンド）
- 八重奏団（オクテット、8ピースバンド）
- 九重奏団（ノネット、9ピースバンド）
- 十重奏団（デクテット、10ピースバンド）

### その他
女性ボーカルバンド
女性がボーカルを担当するバンド。レベッカ、LINDBERG、JUDY AND MARY、DREAMS COME TRUEなど多数。
ガールズバンド
原則として女性だけで編成されたバンド。
バックバンド
原則として伴奏を受け持つバンド。
ジャム・バンド
ステージにおいて即興演奏を行うことを主体とするバンド。
コピーバンド
または「クローンバンド」。任意の有名なバンドに似せた演奏を行うバンド。演奏内容だけでなく、衣装やステージアクションなどもコピーする例もある。ファンによるリスペクトや、諸事情でオリジナルのバンドを呼べない場合の代替手段など、存在理由は多岐にわたる。だが、稀にバンドにいる本人が参加するコピーバンドも存在する。例としては、TETSUYA率いるLike～an～Angelなど。
バンドの名称にもある通り情勢・身内・時事などをネタにした内容の演奏を行うバンド。主な具体例としてはクレージーキャッツ、ザ・ドリフターズ、ずうとるび、イモ欽トリオ、事実上一人バンド扱いのギタリスト・王様、ビジーフォーがある。
アンサンブル
主にクラシックの数人から十数人程度の小編成の演奏団体に対して用いられる用語。時にはジャズを演奏する団体に対しても用いられる。
サウンド・システム
レゲエのバンドのこと。名前の由来はスピーカーなどの音響機器を含めて提供していたため。現在は音響機器を持っていなくてもサウンド・システムと呼ばれる。
インディーズバンド
大手レコード会社（メジャーレーベル）に所属せず、インディーズレーベルを中心に活動しているバンド。
アマチュアバンド
アマチュアによるバンド。